# 提勃爾·蔡陀斯基
提勃爾·蔡陀斯基（Tibor de Scitovsky, Tibor Scitovsky，1910年11月3日—2002年6月1日），是匈牙利出生的美國經濟學家，最出名的著作是人民幸福與消費性質的關係。蔡陀斯基從1946年到1958年擔任史丹福大學經濟學教授，他在1976年成為榮譽教授。為了紀念他對於經濟學貢獻，他當選美國經濟學會、英國皇家經濟學會、美國藝術與科學學院院士，以及英國社會科學院通訊院士傑出院士。